# Fœdus
Le fœdus (traité d'alliance, pacte, convention, alliance ou contrat, soit fœdus, fœderis, substantif neutre en latin) est un traité passé entre la Rome antique et une cité ou un peuple étranger, qui prend alors le statut de cité alliée (cīvitās fœderāta) ou de « peuple fédéré ».
Le mot fœdus s'apparente probablement au mot latin fides, qui désigne la bonne foi, la parole donnée, notion extrêmement forte dans la Rome antique. Le fœdus est un instrument important de la diplomatie romaine, surtout durant la conquête de l'Italie par la République romaine, et lors des derniers siècles de l'Empire romain.

## Sous la Monarchie
Dès la monarchie, les rois étrusques qui règnent sur Rome passent les premiers traités, comme avec Gabies (fœdus Gabinum, cité par Denys d'Halicarnasse).

## Sous la République
Après la période de la Ligue latine (493-388 av. J.-C.), durant laquelle Rome n’est qu’un membre non prépondérant de la ligue des cités latines, le Sénat de la jeune République romaine préfère conclure des fœdera bilatéraux avec les cités voisines. Chaque accord entre Rome et une autre cité latine ou italienne permet à Rome de se placer le plus souvent dans une position dominante, qu'elle ne peut revendiquer au sein de la Ligue latine. Cet accord est généralement un pacte d’assistance mutuelle, selon le principe « mes ennemis sont vos ennemis, mes amis sont vos amis ». La cité fédérée reste autonome et libre de sa gestion interne, Rome assure sa protection contre les agressions extérieures ; en contrepartie elle fournit en cas de guerre romaine des troupes auxiliaires ou des approvisionnements. 
Ce système a un effet de boule de neige favorisant l’établissement de la domination romaine sur la péninsule : chaque traité accroît le potentiel d’effectifs mobilisables par Rome et étend le périmètre géographique des villes alliées (socii ou Civites Foederatii), occasion de nouveaux conflits ou de nouvelles alliances avec leurs voisins. Lorsque Rome se trouve engagée dans de durs conflits, comme les guerres samnites, la guerre de Pyrrhus en Italie, et surtout la deuxième guerre punique, le soutien des villes alliées lui permet de reconstituer rapidement ses forces militaires après chaque défaite.
Le système du fœdus s’étend hors d’Italie à la fin de la deuxième guerre punique, toujours par des accords bilatéraux, comme avec Gadès en Hispanie, Pergame, les cités grecques de la Ligue achéenne. L’effet boule de neige joue à nouveau : les menaces exercées sur ces dernières cités provoquent de façon quasi automatique l’intervention romaine contre le royaume de Macédoine, le royaume de Syrie, puis le royaume du Pont, avec de nouvelles extensions et la formation d’un Empire romain, qui selon l’historien Ferdinand Lot est « une fédération de cités, groupées autour de la plus puissante d’entre elles, Rome ».

## Dans l'Empire romain tardif
Le foedus ne s'établit plus avec une cité-État, comme sous la République, mais avec une tribu ou un peuple barbare.
Il autorise l'installation de ce peuple sur le territoire sous domination romaine, aux conditions suivantes :
- le peuple fédéré s'installe de façon indépendante, avec ses propres lois et ses dirigeants ;
- le peuple fédéré n'est soumis ni à la loi romaine ni à l'impôt romain ;
- les Romains qui demeurent sur le territoire du fédéré dépendent de la loi romaine ;
- l'Empire romain peut recruter des soldats chez le fédéré, contre rétribution. Ces soldats combattent avec leur armement et leur chef et non un armement ou des officiers romains.

Des clauses supplémentaires peuvent garantir un ravitaillement du peuple fédéré par les autorités romaines locales. Par le contrat de l'hospitalité, le peuple barbare fédéré reçoit une partie des terres et parfois une partie des esclaves ou des impôts prélevés sur les propriétés foncières.
On constate les avantages que tire un peuple barbare de ce statut de fédéré. On est loin de l'installation par petits groupes ou de l'enrôlement forcé de barbares vaincus comme auxiliaires, pratiqué lorsque Rome était forte. En pratique, un fœdus constate presque toujours un rapport de force en faveur des barbares, consacre leur occupation de fait sur des territoires romains perdus et permet juste à l'Empire romain d'obtenir une paix pour quelques années et quelques troupes combatives tant qu'elles sont bien payées.
Les barbares voient généralement un traité comme un engagement de personne à personne davantage qu'un accord avec une abstraction comme l'Empire romain. Ils considèrent donc le traité comme caduc à la disparition de l'empereur ou de sa famille.

## Exemples
- En 295, les Wisigoths s'installent en Thrace sous fœdus avec les Romains.
- En 332, passé avec les Wisigoths, au nord du Danube, et Constantin Ier, éteint en 364 avec la mort de Julien, dernier parent de Constantin.
- En 358, les Francs Saliens se voient octroyer la Toxandrie par Julien selon Ammien Marcellin, respectant remarquablement bien l'entente avec Rome.
- En 374, passé entre les Alamans et Valentinien Ier, il installe ce peuple à l’ouest du Rhin. Ce traité fut violé chaque fois que les troupes romaines voisines furent dégarnies.
- En 382, passé entre les Wisigoths et Théodose Ier, pour les fixer en Mésie après plusieurs années de dévastation des Balkans. Le traité est respecté jusqu'au décès de Théodose en 395.
- En 418, les Wisigoths sont installés comme fédérés en Gaule aquitaine. En contrepartie, ils réalisent des opérations de pacification en Hispanie pour le compte de l'Empire.
- En 435, avec les Vandales de Genséric en Afrique, qui se ménage ainsi une pause avant son attaque de Carthage en 439.
- En 442, Genséric obtient un nouveau fœdus, légitimant ses conquêtes en Afrique du Nord ; mais le royaume vandale, reconnu par Rome, ne le sera pas par Constantinople.

### Sources et bibliographie
- Paul Petit, Histoire générale de l’Empire romain, Seuil, 1974,  (ISBN 2020026775)